# Avicephala
Avicephala é um clado extinto de bizarros répteis diapsidas que viveram durante o final dos períodos Permiano e Triássico. Muitas espécies possuiam garras fortes nas patas e cauda preênsil, adaptado à estilos de vida arbóreo (e possivelmente aquático).

## Descrição
O nome "Avicephala" significa "cabeças de pássaros", em referência aos distintivos crânios triangulares desses répteis que imitam a forma dos crânios de pássaro. Alguns avicéfalos, como "Hypuronector", parecem ter apontado bicos desdentados e parecidos com pássaros. Essa semelhança craniana com as aves levou alguns cientistas a teorizarem que as aves descendiam de avicéfalos como o "Longisquama", embora a maioria veja a similaridade simplesmente como evolução convergente. Essa semelhança também pode ter levado ao possível erro de identificação do pretenso "primeiro pássaro", "Protoavis".